# Al-Qamar
Al-Qamar  (arabe : سُورَةُ ٱلْقَمَرِ, français : La Lune) est le nom traditionnellement donné à la 54e sourate du Coran, le livre sacré de l'islam. Elle comporte 55 versets. Rédigée en arabe comme l'ensemble de l'œuvre religieuse, elle fut proclamée, selon la tradition musulmane, durant la période mecquoise.

## Origine du nom
Bien que le titre ne fasse pas directement partie du texte coranique, la tradition musulmane a donné comme nom à cette sourate La Lune, en référence au contenu du premier verset : « 1. L’Heure approche et la Lune s’est fendue. »
Cette sourate porte soit le nom traditionnel de « La Lune », soit, moins souvent, celui de « L’Heure s’est approchée ».

## Historique
Il n'existe à ce jour pas de sources ou documents historiques permettant de s'assurer de l'ordre chronologique des sourates du Coran. Néanmoins selon une chronologie musulmane attribuée à Ǧaʿfar al-Ṣādiq (VIIIe siècle) et largement diffusée en 1924 sous l’autorité d’al-Azhar,, cette sourate occupe la 37e place. Elle aurait été proclamée pendant la période mecquoise, c'est-à-dire schématiquement durant la première partie de l'histoire de Mahomet avant de quitter La Mecque. Contestée dès le XIXe par des recherches universitaires, cette chronologie a été revue par Nöldeke,, pour qui cette sourate est la 49e.
Pour Nöldeke et Schwally, cette sourate n’est pas composite et aurait été composée à une même époque. Cette vision est contredite par Bell qui voit des interpolations plus tardives.

## Interprétations

### Verset 1: fendre la lune?
Le premier verset a fait couler beaucoup d’encre tant chez les exégètes musulmans que chez les chercheurs. Ce passage est fortement apocalyptique et trouve des parallèles dans le Livre d’Ézéchiel ou l’Épître aux Hébreux. La division de la Lune est un phénomène déjà évoqué dans différents écrits comme l’Ascension de Moïse. Si les verbes de ce passage sont à l’accompli, Blachère considère que cela n’évoque pas obligatoirement une action achevée mais une « action dont on tient la réalisation future comme certaine ». Chez les exégètes musulmans eux-mêmes se retrouve ce désaccord entre une traduction au passé, ce qui serait soit une évocation d’une éclipse, soit celle d’un miracle, ou d’une traduction au futur.
Ce verset a souvent été interprété comme la description d'un miracle de Mahomet ; il aurait fendu la Lune en deux afin de prouver sa prophétie. Or, cette interprétation ne repose que sur l'interprétation du verbe « fendre » qui signifie aussi « prendre au lacet ». Pour Hanne, ce verset signifiait originellement que la Lune était attrapée, comme « toute la création », en vue du Jugement dernier. Ce verset avait donc la fonction d’être un avertissement du Jugement dernier, avant d'avoir été réinterprété en miracle. Pour Hanne, « L’étude de la langue coranique et de sa logique propre a souligné combien le texte sacré avait parfois des sens différents de ceux retenus par l’exégèse des VIIIe – Xe siècles ». 

Texte de la sourate (Coran datant de 1874)
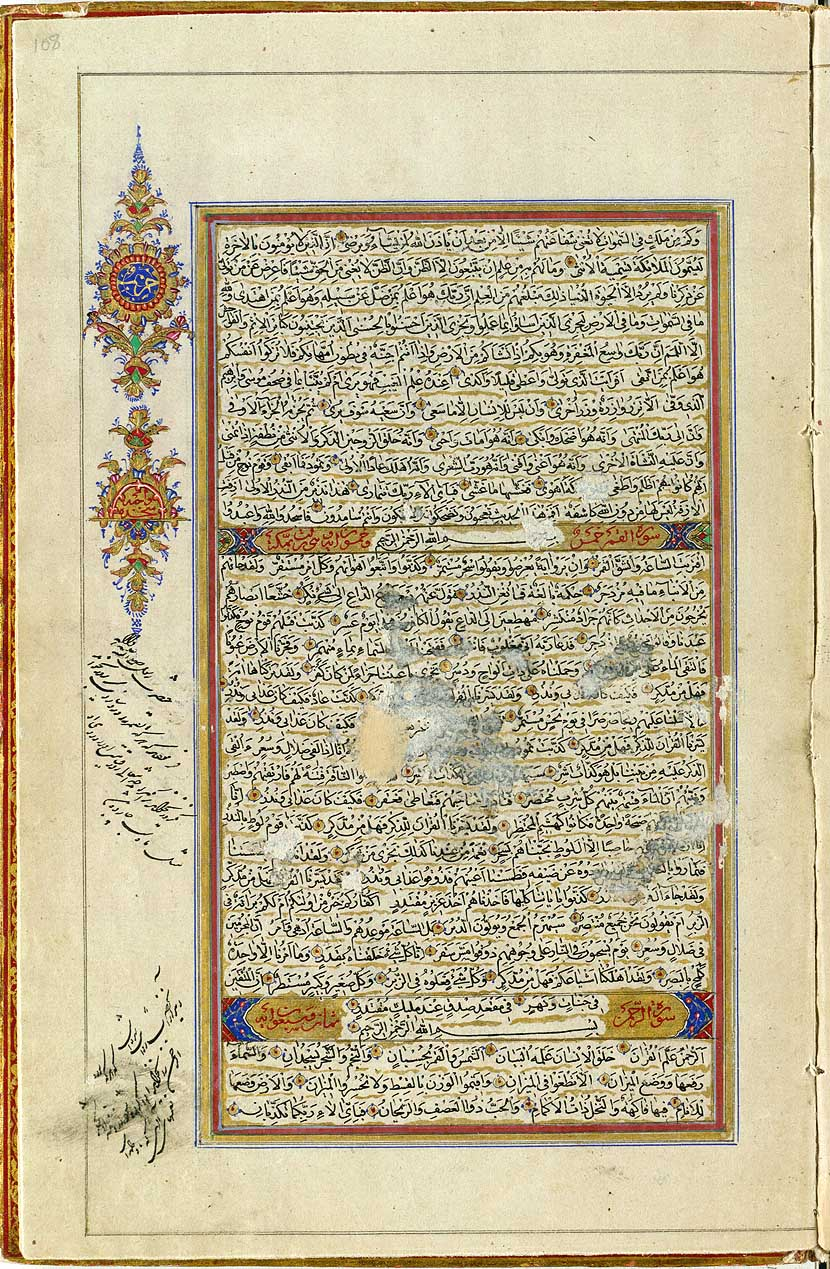